# 皇龙寺
皇龙寺（：／ Hwangnyongsa */?）是新羅王國修建的一座护国佛寺，原址位於今韓國庆尚北道慶州市。该寺在1238年蒙古入侵高丽时被蒙古人烧毁。从其遗迹推断该寺为韩国历史上规模最大的佛寺。其遗址已被列为大韓民國史蹟第6號。

## 历史
皇龙寺553年由新罗真兴王在新罗王宫半月城附近的平原开始兴建，于569年建成。佛寺中的九层佛塔由百济建筑工匠建造。1238年蒙古入侵高丽时，该佛寺被蒙古人烧毁。1976年，韩国对皇龙寺遗址进行了考古发掘，认定其为韩国历史上规模最大的佛寺。另有4万多件文物出土。皇龙寺遗址目前已被列为韓國指定史蹟第6號。
2007年，以皇龍寺塔形狀設計的慶州塔竣工。2016年，以該寺佛塔為藍本建造的中道塔竣工。

## 图集

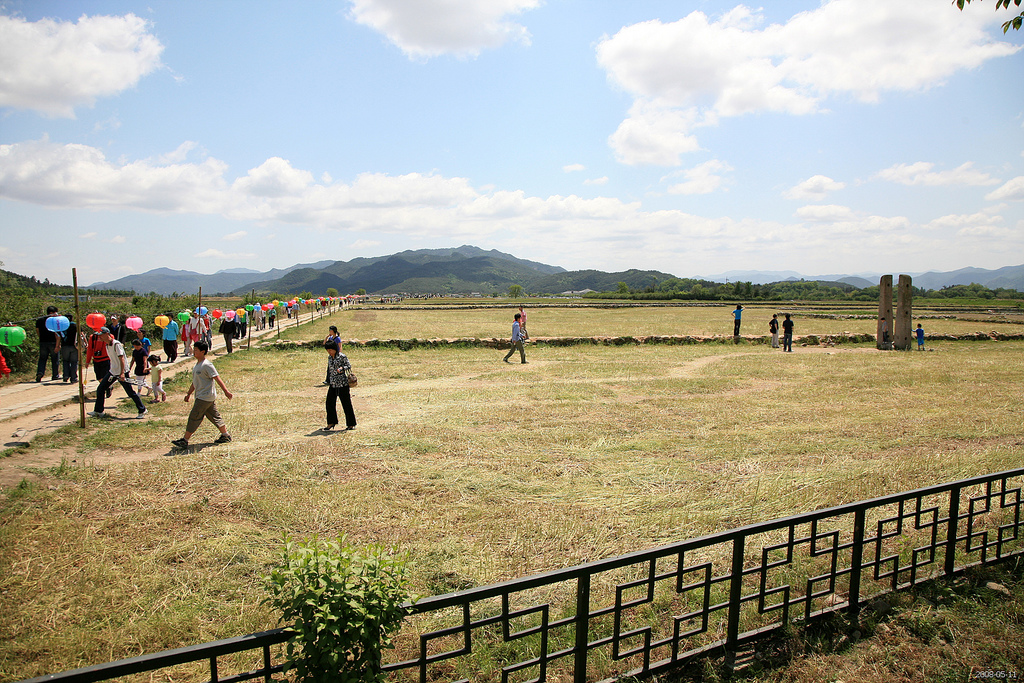
皇龙寺遗址
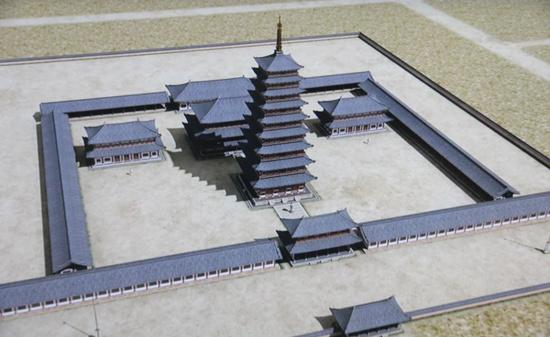
皇龙寺數位复原图
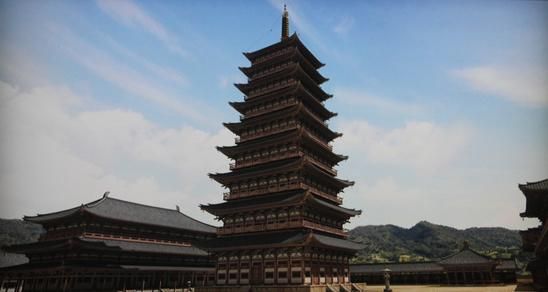
皇龙寺九层佛塔數位复原图